# 空間的自己相関
空間的自己相関（くうかんてきじこそうかん、英語: spatial autocorrelation）とは、空間的な意味での自己相関のことである。ある地域における事象が、周辺の他の地域における事象の影響を受けて相互作用が発生する場合、空間的自己相関があるという。
空間的自己相関は、計量地理学において重要な課題の1つである。

## 指標
空間的自己相関の指標では、グローバルなものとローカルなものの2種類がある。グローバルな指標は、分析対象地域全体の一般性の探求のために用いられる。地理学ではモランのI統計量とゲイリーのC統計量がよく用いられる。一方、ローカルな指標は、分析対象地域における局所的なクラスターの抽出などに用いることができる。

### モランのI統計量
モランのI統計量は、Moran (1948)により提案され、Cliff and Ord (1981)により改良された統計量である。この統計量では、空間的自己共分散を標準化している。モランのI統計量は、式(1)で表される。
なお、{\displaystyle n}は小区域数、{\displaystyle x_{i}}は区域{\displaystyle i}の属性値、{\displaystyle {\bar {x}}}は平均、{\displaystyle w_{ij}}は重み係数であり、{\displaystyle W=\sum _{i=1}^{n}\sum _{j=1}^{n}w_{ij}}とする。
モランのI統計量を用いることで、ある属性の凝集の程度を知ることができる。ここで{\displaystyle I>0}のとき、{\displaystyle I}がより大きくなるほど、隣接する小区域と属性が似通うことになるため、面フィーチャ分布は凝集型となっていく。逆に、{\displaystyle I<0}のときは、{\displaystyle I}がより小さくなるほど、隣接する小区域と属性が相異なることになるため、面フィーチャ分布は均等型となっていく。{\displaystyle I\approx 0}のときは、それぞれの小区域の属性は他の小区域とは関係がなく、面フィーチャ分布は完全ランダム型となっていく。

### ゲイリーのC統計量
ゲイリーのC統計量は、Geary (1954)により提唱された統計量である。式(2)で表される。
ここで{\displaystyle c<1}のときは{\displaystyle x_{i}}は正の空間的自己相関をもち、{\displaystyle c=1}のときは{\displaystyle x_{i}}はランダムに分布し、{\displaystyle c>1}のときは{\displaystyle x_{i}}は負の空間的自己相関をもつ。

### ローカルな空間的自己相関測度
Getis and Ord (1992)により提唱された測度であり、式(3)・式(4)で表される。{\displaystyle G_{i}}は、{\displaystyle x_{j}}に{\displaystyle x_{i}}が含まれない場合であるが、{\displaystyle G_{i}^{*}}では、{\displaystyle x_{j}}に{\displaystyle x_{i}}も含まれる。
ここで{\displaystyle w_{ij}}は区域{\displaystyle i}と区域{\displaystyle j}の区域間結合の強さを意味し、距離逓減関数で求められることが多い。

### ローカル・モラン統計量
ローカル・モラン統計量は、近接する地区{\displaystyle i}、地区{\displaystyle j}における属性値{\displaystyle x_{i}}、{\displaystyle x_{j}}を利用して{\displaystyle x}の空間的自己相関を評価するための指標である。Anselin (1995)により提唱された統計量であり、モランのI統計量のローカル統計量バージョンにあたる。ローカル・モラン統計量{\displaystyle I_{i}}は、式(5)で表される。
ローカル・モラン統計量は、地理的事象の詳細な分布を厳密に捉える手段として利用することができる。
このほか、ローカル・モラン統計量を拡張させたものとして、2変量ローカル・モラン統計量がある。これは、2変量{\displaystyle x}・{\displaystyle y}について、{\displaystyle x_{i}}と{\displaystyle y_{j}}の空間的自己相関を評価するための指標となり、式(6)で求められる。
ただし、{\displaystyle z_{x}^{i}}・{\displaystyle z_{y}^{j}}は{\displaystyle x_{i}}・{\displaystyle y_{j}}を標準化させた後の値、{\displaystyle w_{ij}}は2区域{\displaystyle i}・{\displaystyle j}の地域間結合の強さを示す値である。

### ローカル・ゲーリー統計量
ローカル・ゲーリー統計量は、Anselin (1995)により提唱された統計量であり、ゲーリーのC統計量のローカル統計量バージョンにあたる。ローカル・ゲーリー統計量{\displaystyle c_{i}}は、式(7)で表される。

## 検定
空間的自己相関の有無の判定においては、仮説検定を行うと良い。空間的自己相関が存在しないという帰無仮説を立て、帰無仮説を棄却することで空間的自己相関が存在すると判定することになる。
モランのI統計量を用いて空間的自己相関の有無を判定するときの検定統計量は、式(8)で表される。なお、{\displaystyle \operatorname {E} (I)}は{\displaystyle I}の期待値、{\displaystyle \operatorname {Var} (I)}は{\displaystyle I}の分散である。
ゲイリーのC統計量の場合は、検定統計量は式(9)で表される。
ローカルな空間的自己相関測度で、仮説検定を行うときの標準化変量は、式(10)・式(11)で表される。

## 研究史
空間的自己相関は、当初は空間データにおける統計分析を行ううえでの前提条件を満たしているかどうかの確認方法として用いられていた。空間データについて統計分析を行う場合、距離減衰効果により近隣の個体標本間での相互作用の影響を受ける特徴をもつため、観測地間での独立性の前提が成立しないという問題があり、例えば回帰分析を行うときの残差で、絶対値が大きい値が集中する傾向にあった。これらは最小二乗推定値に悪影響を及ぼすため、非ランダム性の存在を表す指標を考案することで、空間的自己相関の影響を除去し、悪影響を回避することを試みていた。当時は空間的自己相関についてネガティブなイメージが強かったといえる。
一方、Cliff and Ord (1973)の刊行後は、空間的自己相関は地理学の研究課題として重視されるようになった。空間パターンが形成される原因としての空間的自己相関の影響や、空間的自己相関が空間パターンの構造や形成プロセスなどの分析で利用できることが明らかになっていった。空間パターンの説明変数としての重要性が認識されるようになり、ポジティブなイメージに変化していった。
ここまではグローバルな空間的自己相関の研究が行われていたが、Getis and Ord (1992)以降、ローカルな空間的自己相関の研究が進行するようになった。